# Cosmorhoe minna
Cosmorhoe minna är en fjärilsart som beskrevs av Butler 1881. Cosmorhoe minna ingår i släktet Cosmorhoe och familjen mätare. Inga underarter finns listade i Catalogue of Life.